# Kristina Cruises
Kristina Cruises (abans Rannikkolinjat) és una companyia naviliera finesa de magnitud familiar amb més de 50 anys d'experiència en la indústria dels creuers. La companya es va fundar el 1985 registrada a Kotka. Actualment el seu únic vaixell navega entre més de 70 ports. Les destinacions d'estiu tradicionalment inclouen alguns ports del mar Bàltic, els fiords noruecs i altres ciutats del nord d'Europa. A la tardor naveguen pel mar Mediterrani, on fan creuers d'una setmana entre moltes diferents destinacions. Durant l'hivern naveguen cap a les Canàries i la costa est de l'Àfrica. Durant el 2012 tenen previst arribar al Carib.
Havien tingut dos altres vaixells. El Kristina Regina (1960) feia els creuers més llargs fins al Mediterrani i altres destinacions càlides. L'altre vaixell, Kristina Brahe (1943), un antic vaixell de guerra britànic de construcció americana, feia curts creuers als llacs i les costes de Finlàndia. Aquests dos vaixells, que ja tenien una edat, es van haver d'abandonar perquè ja no complien les noves regulacions de seguretat, i es van vendre a altres propietaris.
L'actual vaixell MS Kristina Katarina, que va ser construït originalment el 1982 a Szczecin (Polònia) amb el nom de M/S Konstantin Simonov, té capacitat per navegar mars amb gel flotant a la deriva. L'agost de 2011 va ser a Barcelona. Té una eslora de 138 m i una capacitat d'uns 400 passatgers. Els serveis i les comunicacions a bord són en finès, encara que la major part dels membres de la tripulació són capaços d'entendre's també en anglès.
El 2013 l'empresa s'enfrontà a dificultats financeres que l'obligaren a posar fi fins i tot el creuer d'hivern Katarina (construït en 1982), cancel·lant la temporada i venent el vaixell a FleetProOcean. El 2014 es cancel·laren tots els plans de l'empresa, que es va concentrar a la venda de creuers en qualitat d'operador turístic